# Brachypterolus cinereus
Brachypterolus cinereus é uma espécie de insetos coleópteros polífagos pertencente à família Kateretidae.
A autoridade científica da espécie é Heer, tendo sido descrita no ano de 1841.
Trata-se de uma espécie presente no território português.